# Ефективност
Ефективност је способност производње жељеног резултата. Када се нешто сматра ефективним, то значи да има жељени исход.
У менаџменту, ефективност се односи на рађење правих ствари, а ефикасност je радити на прави начин. Питер Дракер тврди да ефективност „може и мора да се научи“.
Српски еквивалент за ефективност је ефектност, што према речнику страних речи и израза значи учинковитост.